# Oiceoptoma
Oiceoptoma är ett släkte av skalbaggar som beskrevs av Leach 1815. Oiceoptoma ingår i familjen asbaggar.
Släktet innehåller bara arten Oiceoptoma thoracicum.

## Bildgalleri

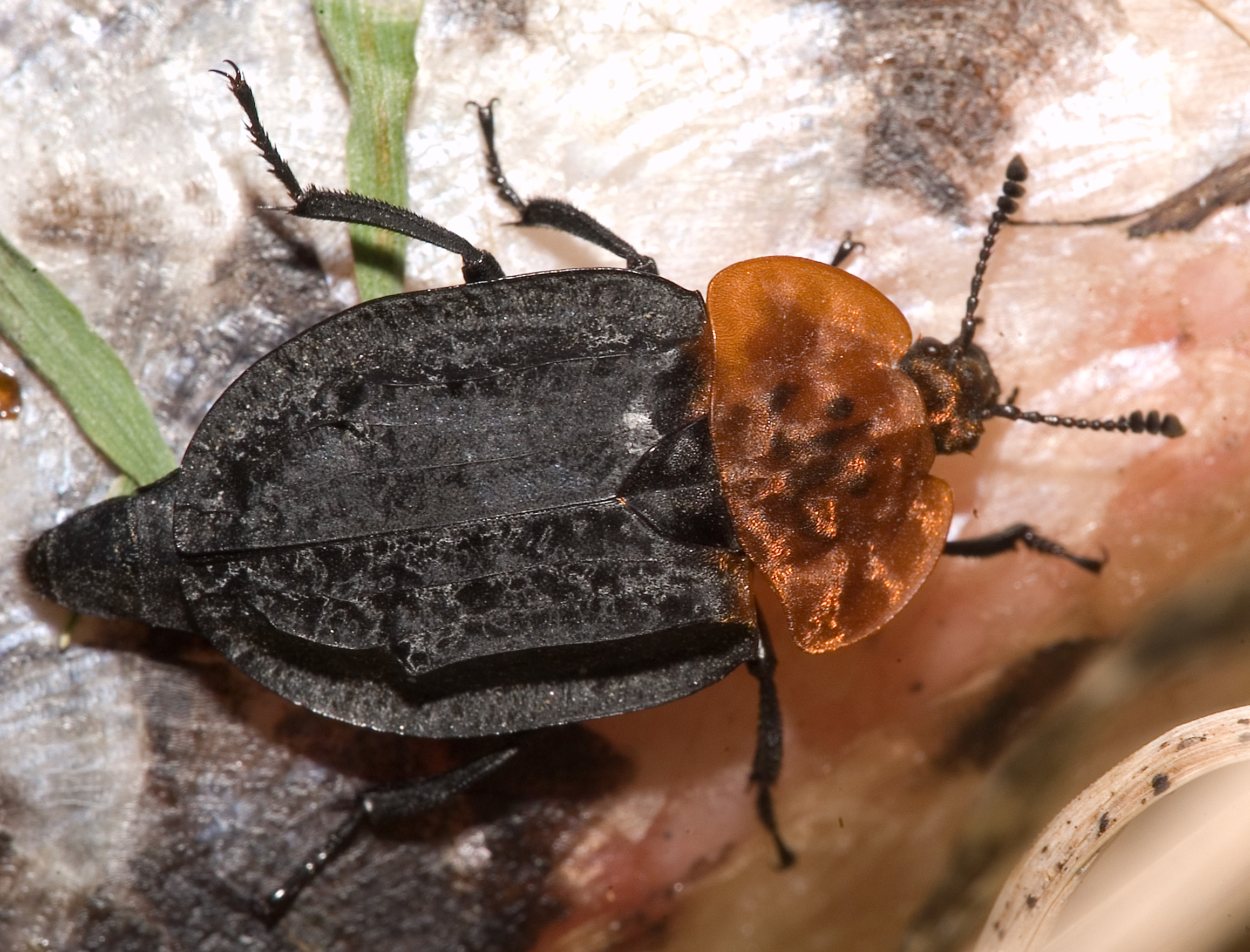